# تریومف اسپرینت اس‌تی
تریومف اسپرینت اس‌تی (به انگلیسی: Triumph Sprint ST) یک یک موتور سیکلت اسپرت است که در بریتانیا توسط موتورسازی تریومف بین سال‌های ۱۹۹۹ تا ۲۰۱۰ تولید شد. این موتورسیکلت با داشتن یک موتور سه سیلندر چهارزمانه ۱۰۵۰ سی‌سی در بازار با هوندا وی‌اف‌آر۸۰۰ رقابت کرد. در سال ۲۰۱۰ این محصول توسط تریومف اسپرینت جی‌تی جایگزین شد.

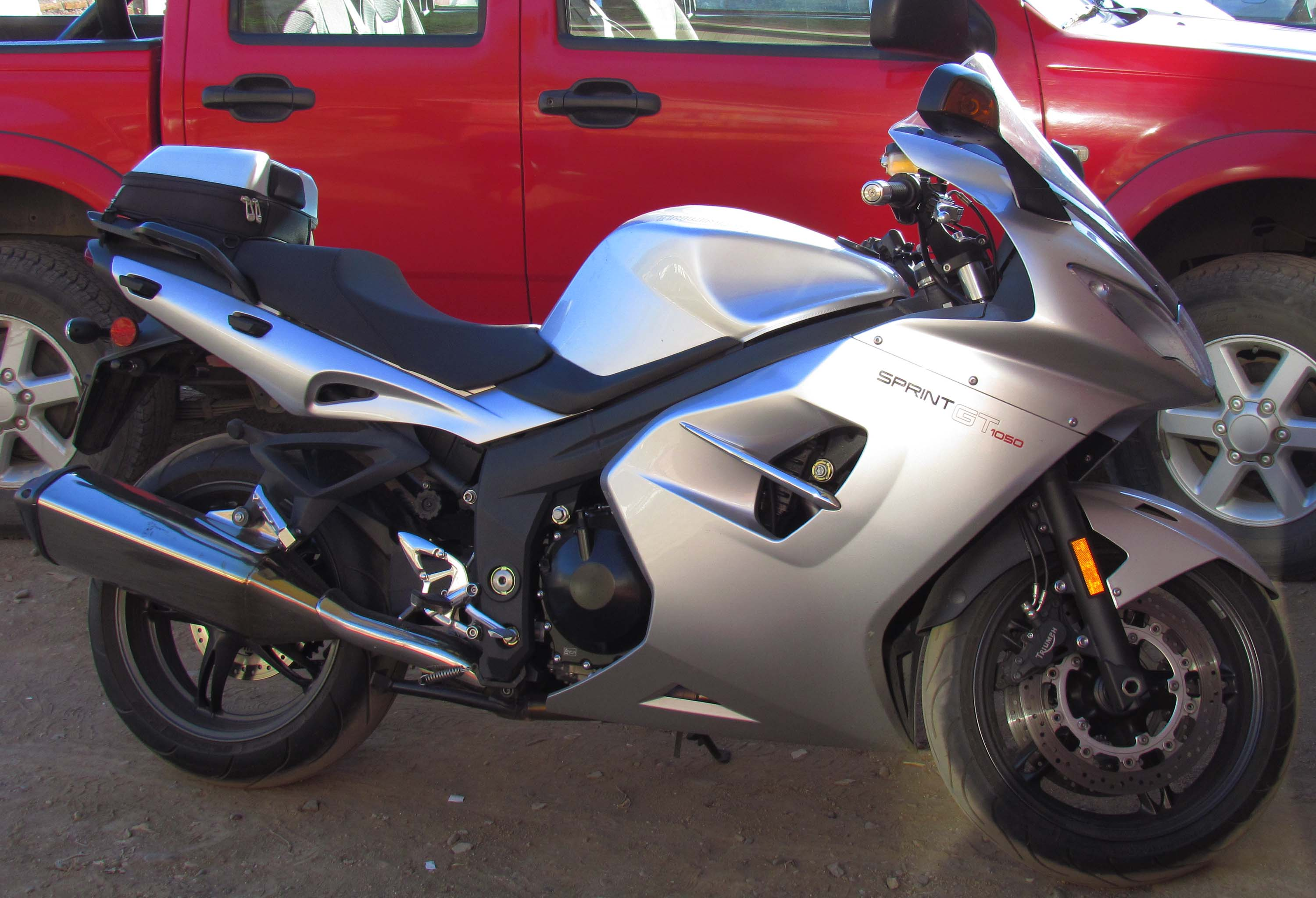
تریومف اسپرینت جی‌تی